# Vojens Speedway Center
Vojens Speedway Center – stadion żużlowy w Vojens (Dania), otwarty 21 września 1975. Jego trybuny mogą pomieścić 18 000 widzów. Od 2020 r. użytkowany jest przez Sønderjylland Elite Speedway, a wcześniej (w latach 1976–2011) przez Vojens Speedway Klub. Długość toru wynosi 300 m, natomiast jego szerokość na prostych to 11 m, a na łukach – 16 m.
Zadaszona trybuna główna (na dachu której znajdują się kabiny sędziowskie) mieści się po południowej stronie stadionu, wzdłuż prostej startowej. Z pozostałych stron tor otaczają szerokie wały ziemne o łagodnym nachyleniu, mogące być zapełniane przez widzów. Obok stadionu znajduje się także mniejszy tor do miniżużla. Vojens znane jest z częstych opadów deszczu, które utrudniają przeprowadzanie zawodów. Tor żużlowy na stadionie wyposażony jest w drenaż i odpowiednią nawierzchnię, minimalizującą negatywne skutki opadów, dzięki czemu rzadko dochodzi do przerywania zawodów.

## Historia
Po zdobyciu w 1971 r. przez Ole Olsena tytułu Indywidualnego Mistrza Świata, popularność sportu żużlowego w Danii znacznie wzrosła. Sam zawodnik, chcąc wspomóc rozwój żużla w swoim kraju, a także dostrzegając w tym sposób na biznes, postanowił wybudować profesjonalny stadion żużlowy. W tym celu wszedł w spółkę z Åge Søndergaardem, zakładając firmę Speedsport Ltd. Teren pod budowę stadionu znaleziono w strefie przemysłowej w miasteczku Vojens. Prace ruszyły wiosną 1975 r., a już 21 września 1975 odbyły się na torze inauguracyjne zawody. Impreza wzbudziła nadzwyczajne zainteresowanie, według nieoficjalnych danych liczba widzów przekroczyła 30 000, a dalszych 10 000 nie zdołało wejść na przepełniony stadion. Korek, który wytworzył się na drodze do Vojens sięgnął 12 km. Wydarzenie wspominane było przez mieszkańców całego regionu jeszcze przez długie lata. Inauguracyjne zawody wygrał sam Ole Olsen.
W 1976 r. obok stadionu otwarto tor do miniżużla oraz założono klub żużlowy Vojens Speedway Klub (funkcjonujący w latach 1976–2011), uczestniczący w duńskich rozgrywkach ligowych. 15 sierpnia 1976 na obiekcie rozegrano finał indywidualnych mistrzostw Danii (finały indywidualnych mistrzostw krajowych rozgrywano później na torze w Vojens jeszcze w latach 1981, 2009 (jedna z dwóch rund finałowych) i 2020).
Na stadionie dwukrotnie (w latach 1988 i 1994) rozegrano finały Indywidualnych Mistrzostw Świata. Edycja z 1994 r. była ostatnią, w której rozegrano jednodniowy finał, od kolejnej edycji formuła ta została zastąpiona przez cykl Grand Prix, składający się z kilku, a później również kilkunastu rund. Od początku (1995) jedną z tych rund było tzw. Grand Prix Danii, w ramach którego zawody rokrocznie odbywały się na Vojens Speedway Center. W 2003 r. zawody Grand Prix Danii przeniesiono jednak na stadion Parken w Kopenhadze. Cykl Grand Prix powrócił na stadion żużlowy w Vojens po odwołaniu zawodów Grand Prix Niemiec w 2008 r., które miały odbyć się na stadionie w Gelsenkirchen. Grand Prix Niemiec zostało od kolejnego roku zastąpione tzw. Grand Prix Nordyckim, które odbywało się na torze w Vojens. Równocześnie w kalendarzu Grand Prix wciąż znajdowało się Grand Prix Danii rozgrywane w Kopenhadze, stąd w Danii każdego roku odbywały się dwie rundy cyklu. Grand Prix Nordyckie rozegrano w latach 2009, 2010, 2011, 2012 i 2014, po czym zaprzestano organizacji tych zawodów. Natomiast zawody z cyklu Grand Prix Danii odbyły się na torze w Vojens jeszcze w roku 2019.
Obiekt był również gospodarzem wielu innych zawodów rangi międzynarodowej, m.in. finałów Drużynowych Mistrzostw Świata – 1983, 1986 (jedna z trzech rund finałowych), 1991 i 1998 oraz następującego po nich Drużynowego Pucharu Świata (2003, 2008, 2010 i 2015), finałów Indywidualnych Mistrzostw Świata Juniorów – 1977 (pierwsza edycja tej imprezy, rozgrywana pod szyldem Indywidualnych Mistrzostw Europy Juniorów) i 1999, finałów Mistrzostw Świata par (1979 i 1993), finałów Youth Gold Trophy 80cc (2001 i 2010; na torze do miniżużla) czy jednej z rund finałowych Indywidualnych Mistrzostw Europy (2019).